# Pithos-Maler

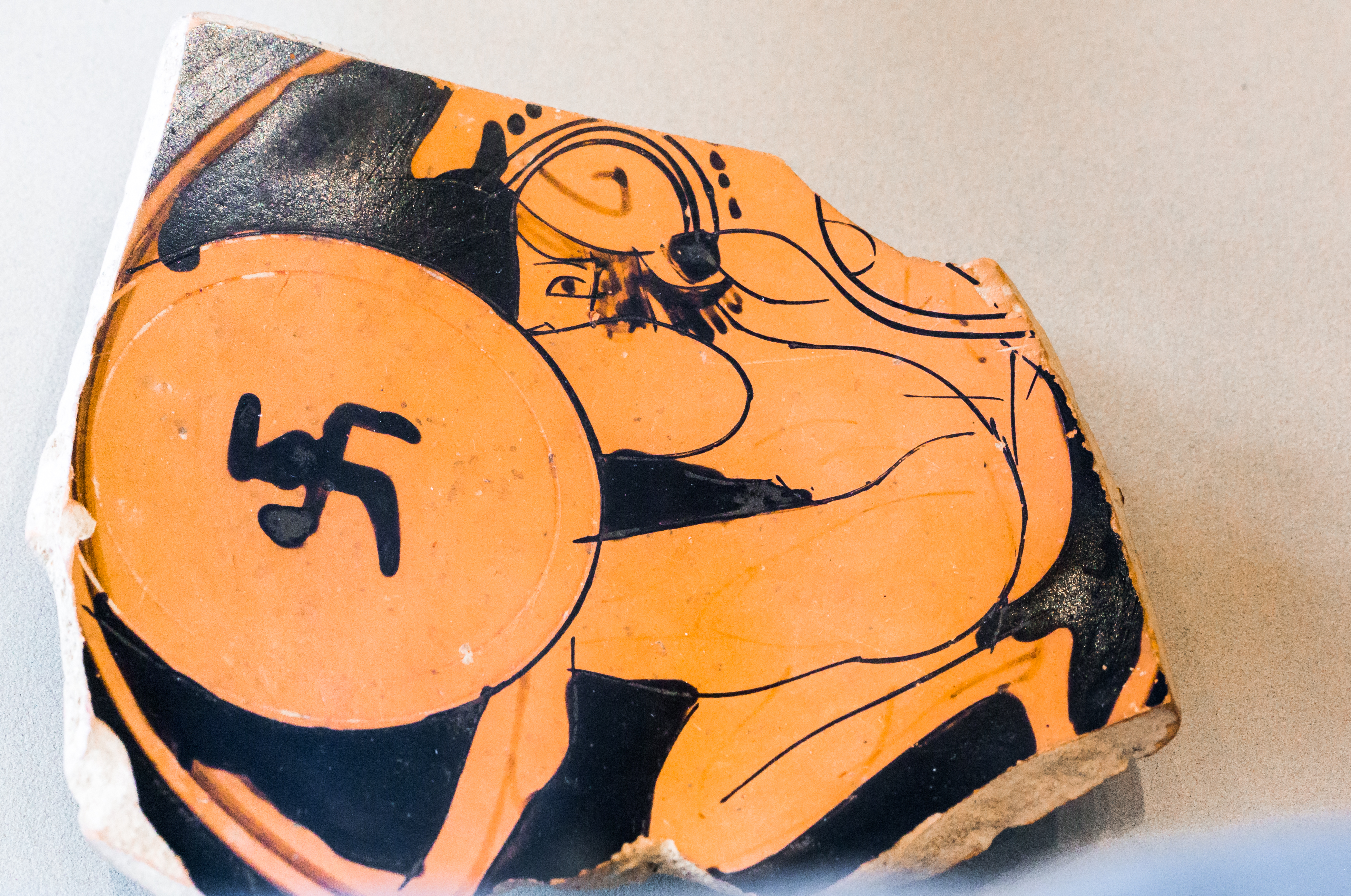
Fragment im Museum der Universität Tübingen

Der Pithos-Maler war ein Vasenmaler des attisch-rotfigurigen Stils. Er arbeitete im Zeitraum von 500 bis 480 v. Chr. Die Bezeichnung als Pithos-Maler (ein sogenannter Notname) geht zurück auf die Häufigkeit, mit der ein in den Boden versenktes Vorratsgefäß, ein sogenannter Pithos, in seinen Bildern begegnet.
Der Pithos-Maler war spezialisiert auf die Dekoration kleinformatiger Trinkschalen, die er in einem charakteristischen flüchtigen Malstil ausschließlich im Inneren des Schalenrunds (dem sogenannten Tondo) bemalte. Das thematische Spektrum dieser Bilder ist relativ begrenzt; meist zeigen sie eine einzelne Person (oft einen jungen Mann, einen Hopliten, einen Satyrn oder auch einen durch seine Tracht kenntlichen Skythen), die etwa beim Trinkgelage hockt oder sich an einem großen Gefäß, etwa einem Krater oder eben an einem Pithos, zu schaffen macht.
Bemerkenswert ist die außerordentliche Flüchtigkeit vieler seiner Bilder, die besonders in einer umfangreichen Serie von Schalen ins Auge sticht, die einen hockenden Skythen in Rückansicht zeigen, oft ergänzt um ein Trinkhorn. Zumeist besteht die kompositionell durchaus anspruchsvolle Darstellung aus wenig mehr als einem einzigen klecksartigen Umriss, der durch rasch hingeworfene Linien und wenige Details (etwa ein punktförmiges Auge) ergänzt wird. Diese offenkundig gezielte Nachlässigkeit steht in radikalem Kontrast zur zeichnerischen Akkuratesse und Detailfreude seiner nahen Zeitgenossen, der sogenannten Pioniere der rotfigurigen Vasenmalerei Athens.
Trotz der sehr eigenwilligen Stilformen wurden die Produkte des Pithos-Malers ähnlich weit im Mittelmeerraum verhandelt wie andere Erzeugnisse der athenischen Töpferwerkstätten. Ein extremes Beispiel ist eine besonders stark abstrahierende Schale des Malers, die in der Themse gefunden wurde – allerdings lässt sich nicht belegen, ob sie in der Antike oder etwa erst im 19. Jahrhundert dorthin gelangte.